# Nya Guinea-krokodil
Nya Guinea-krokodilen (Crocodylus novaeguineae) är en art i familjen krokodiler som lever på Nya Guinea och på mindre öar i samma region. Hannarna blir 3,5 meter och honorna 3 meter långa. Arten är gråbrun med mörka till svarta markeringar på ovansidan och svansen. Nosen är förhållandevis smal.
Arten lever i låglandet och i kulliga områden upp till 300 meter över havet. Habitatet utgörs av flodernas strandlinjer och träskmarker. Ibland delas reviret med deltakrokodilen. Honor blir könsmogna när de är 1,6 till 2,0 meter långa. Honor lägger cirka 30 ägg per tillfälle. Äggläggningen sker på öns norra sida under den torra perioden och på södra sidan under regntiden. Hos den norra populationen läggs små och fler ägg.
Beståndet hotas av gruvdrift, av vattenbyggnader och av introducerade fiskar som Piaractus brachtpomus. Hela populationen bedöms som stor. IUCN listar arten som livskraftig (LC).